# Araneus liberalis
Araneus liberalis là một loài nhện trong họ Araneidae.
Loài này thuộc chi Araneus. Araneus liberalis được William Joseph Rainbow miêu tả năm 1902.